# Episodi di Beyond the Break - Vite sull'onda (seconda stagione)
La seconda stagione di Beyond the Break - Vite sull'onda è stata trasmessa negli Stati Uniti dal 5 gennaio al 23 marzo 2007 su The N.
In Italia è stata trasmessa in prima visione assoluta su Rai 2 dal 15 giugno 2009 al 19 giugno 2009.
| nº | Titolo originale         | Titolo italiano     | Prima TV USA     | Prima TV Italia |
| -- | ------------------------ | ------------------- | ---------------- | --------------- |
| 1  | Oceans Eleven            | Sotto le stelle     | 5 gennaio 2007   | 15 giugno 2009  |
| 2  | The Sweaty Party         | Sotto le stelle     | 5 gennaio 2007   | 15 giugno 2009  |
| 3  | What Are You Doing Here? | Una visita          | 12 gennaio 2007  | 16 giugno 2009  |
| 4  | Fiji Open                | La sfida            | 19 gennaio 2007  | 16 giugno 2009  |
| 5  | Running Scared           | La paura            | 26 gennaio 2007  | 17 giugno 2009  |
| 6  | Waving Goodbye           | Limitare le perdite | 16 febbraio 2007 | 17 giugno 2009  |
| 7  | Walking the Plankton     | Lo sponsor migliore | 23 febbraio 2007 | 18 giugno 2009  |
| 8  | Out of Sync              | Cuori infranti      | 2 marzo 2007     | 18 giugno 2009  |
| 9  | One Good Ride            | Contro Dawn         | 16 marzo 2007    | 19 giugno 2009  |
| 10 | Beyond the Break         | Oltre il limite     | 23 marzo 2007    | 19 giugno 2009  |